# Cupid-19
《Cupid-19》是陳泳伽於2021年3月14日通過 Daymaker Creatives 自資發行的「出道曲」。

## 製作
《Cupid-19》由陳泳伽作曲，Lau Heung King / Perry Lau / 許東晴編曲，Perry Lau / Ariel Lau / 陳泳伽 / Calvin Lok監製，T-Rexx作詞。歌曲時長3分26秒，以G大調創作，每分鐘106拍 。WINKA曾在香港商業電台節目叱咤樂壇及社交平台Instagram Live透露這首歌的靈感來源源自WINKA兩位好朋友的曖昧關係和自己腦內的幻想。

## 發行及宣傳
在2021年3月14日，WINKA透過Daymaker Creatives於各大音樂平台上架(Apple music、Spotify、Kkbox、Moov、Joox)。3月21日，在WINKA自己官方YouTube頻道推出《Cupid-19》正式Music Video。
WINKA和朋友曾為《Cupid-19》一起共同製作100隻CD作電台派台和送贈給支持自己的朋友之用。整個過程為兩個月，由2021年1月7日開始作設計、採布、縫布、裁剪等工序。

## 派台成績

### 新城知訊台勁爆本地榜 走勢
| 周次     | 第20周  |
| 放榜日期 | 5月15日 |
| 榜上位置 | 20      |
| -------- | ------- |

## 製作團隊
資料來自〈Cupid-19〉音樂錄影帶於YouTube的說明文字。
- 作曲：陳泳伽
- 填詞：T-Rexx
- 編曲：Lau Heung King/ Perry Lau / Claudia Koh
- 監製：Claudia Koh/ Ariel Lau / 陳泳伽 / Calvin Lok
- 演唱：陳泳伽

音樂影片製作
- 導演 ：Karen Cheung
- 拍攝 : Sunset Mok , Elton Lee
- 燈光師 : Sunset Mok , Elton Lee
- 美術指導 : Karen Cheung
- 後期製作 : Karen Cheung
- 調色師 : Karen Cheung
- 化妝及髮型 : Winka Chan
- 特別鳴謝 : Calvin Lok , Kelly Lam

音樂製作
- 編程 ：Lau Heung King , Perry Lau
- 和聲編寫 ：Claudia Koh
- 和聲 ：Winka Chan
- 木結他 ：Perry Lau
- 配唱監製 ：Perry Lau , Calvin Lok , Lau Heung King

- 混音師 ：Matthew Sim
- 母帶處理工程師 ：Aria Mastering

- 發行 ：Daymaker Creatives

單曲封面包裝設計
- 藝術指導 ：Ariel Lau
- 插圖 ：Irregular tattooer
- 原畫作 ：Cupids. Allegory Of Painting - François Boucher
- 排版 ：Tobias Sum
- 印刷 : High Tech Production Co.
- 車縫指導 : Perry’s mummy
- 特別鳴謝 : Perry’s mummy’s 衣車, Herbert Chan